# Dax (Landes)
Dax (francouzská výslovnost [daks], okcitánská [dak]) je město v Nové Akvitánii v jihozápadní Francii, sídlo podprefektury v départmentu Landes. Leží blízko atlantického pobřeží na řece Adour. Ve městě jsou známé termální lázně a léči se zde revmatismus a podobné choroby. Je to i čilé obchodní středisko a sídlo diecéze Aire et Dax.

## Historie
V okolí je řada předhistorických nálezů. Město bylo založeno Římany jako Aquae Tarbellicae a proslavilo se návštěvou Julie, dcery prvního římského císaře Augusta. Až do 19. století bylo obehnáno římskou hradbou a Lázeňský dům stojí na římských základech. Ve středověku mu vládli vikomti až do roku 1177. Když Jindřich II. Plantagenet, pozdější anglický král, získal Akvitánii, připadl Dax pod anglickou vládu, až jej roku 1451 dobylo francouzské vojsko krátce před koncem stoleté války. V letech 1521-1522 se město ubránilo proti španělskému obléhání. Až do současnosti si udrželo pověst vyhlášeného lázeňského města.

## Pamětihodnosti
- Krypta se základy římského chrámu z druhého století n. l.
- Zbytky galsko-římských hradeb (4. století)
- Barokní katedrála Notre-Dame Ste-Marie, v boční lodi je bohatě zdobený románský portál z předchozího kostela
- Kostel Saint-Vincent-de-Xaintes
- Fontaine chaude ("Horký pramen"), který poskytuje denně 2,4 milionu litrů vody o teplotě 64°.

## Osoby města
- Jean-Charles de Borda (1733–1799), matematik
- Vincenc z Pauly (1581–1660), kněz a zakladatel moderní charity
- Roger Ducos (1754–1816), politik

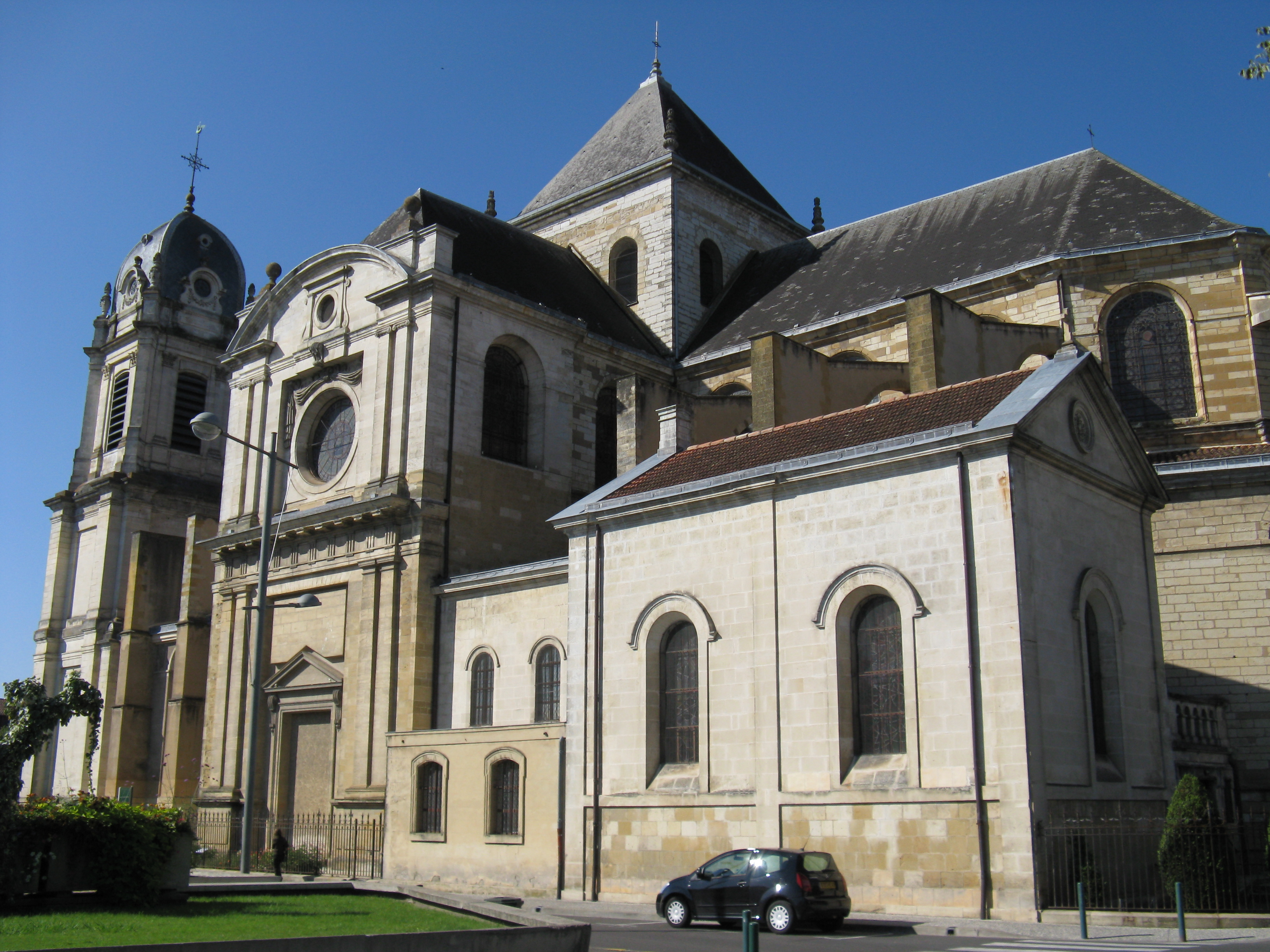
Katedrála P. Marie
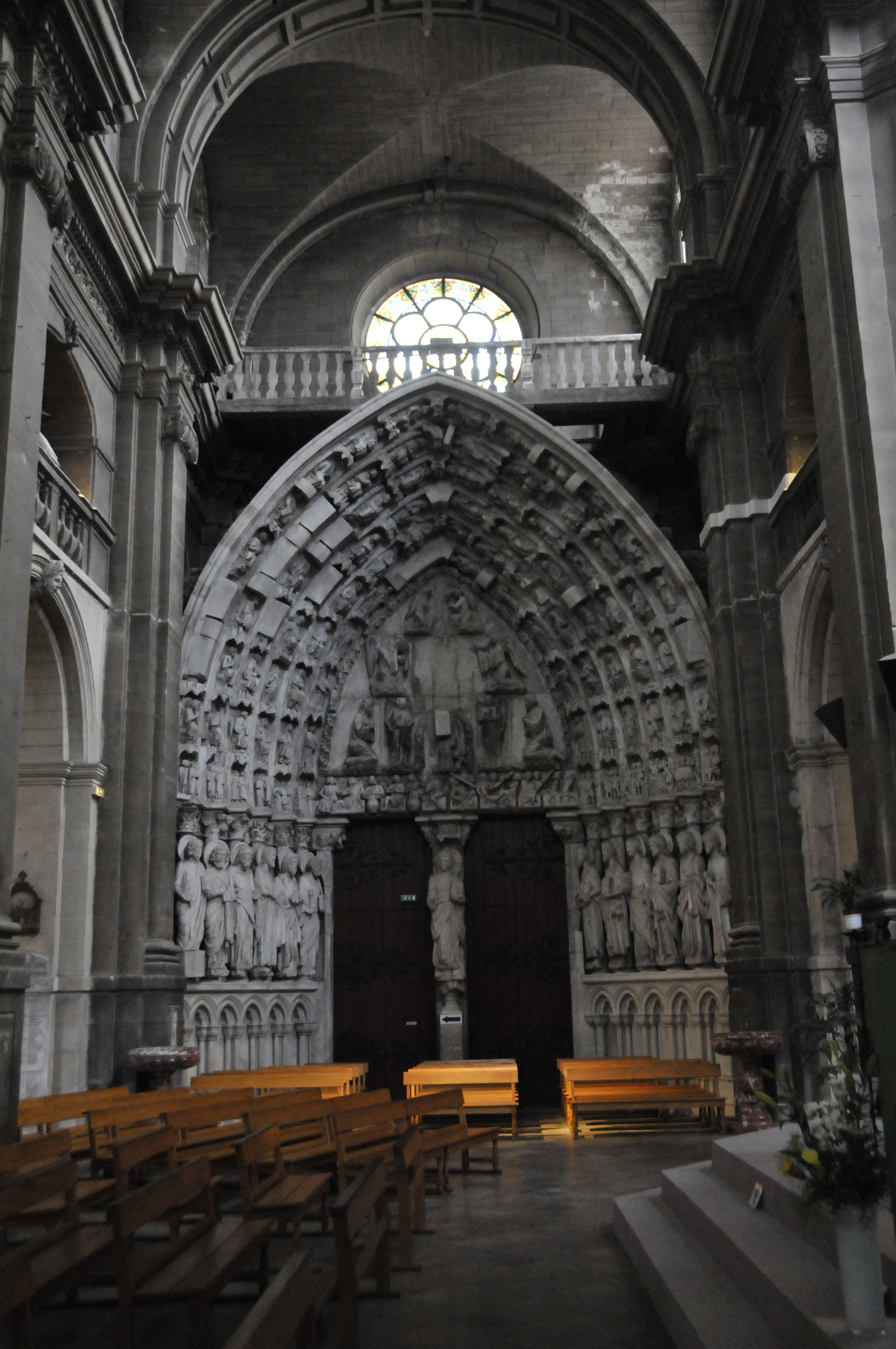
Románský portál
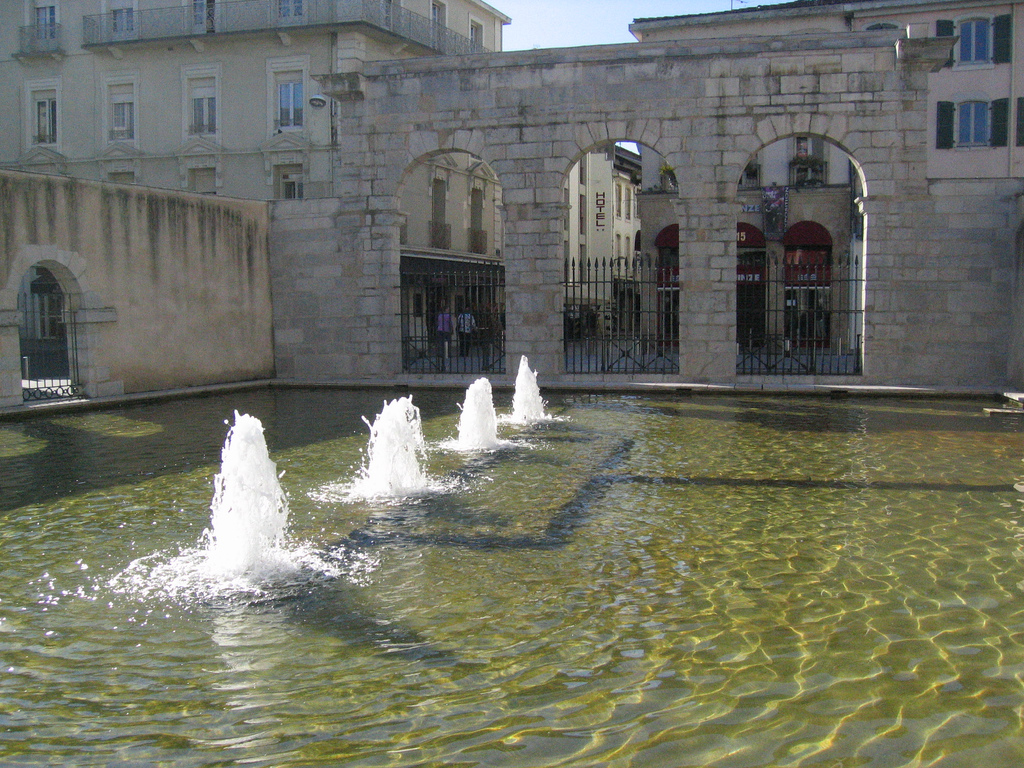
Horký pramen
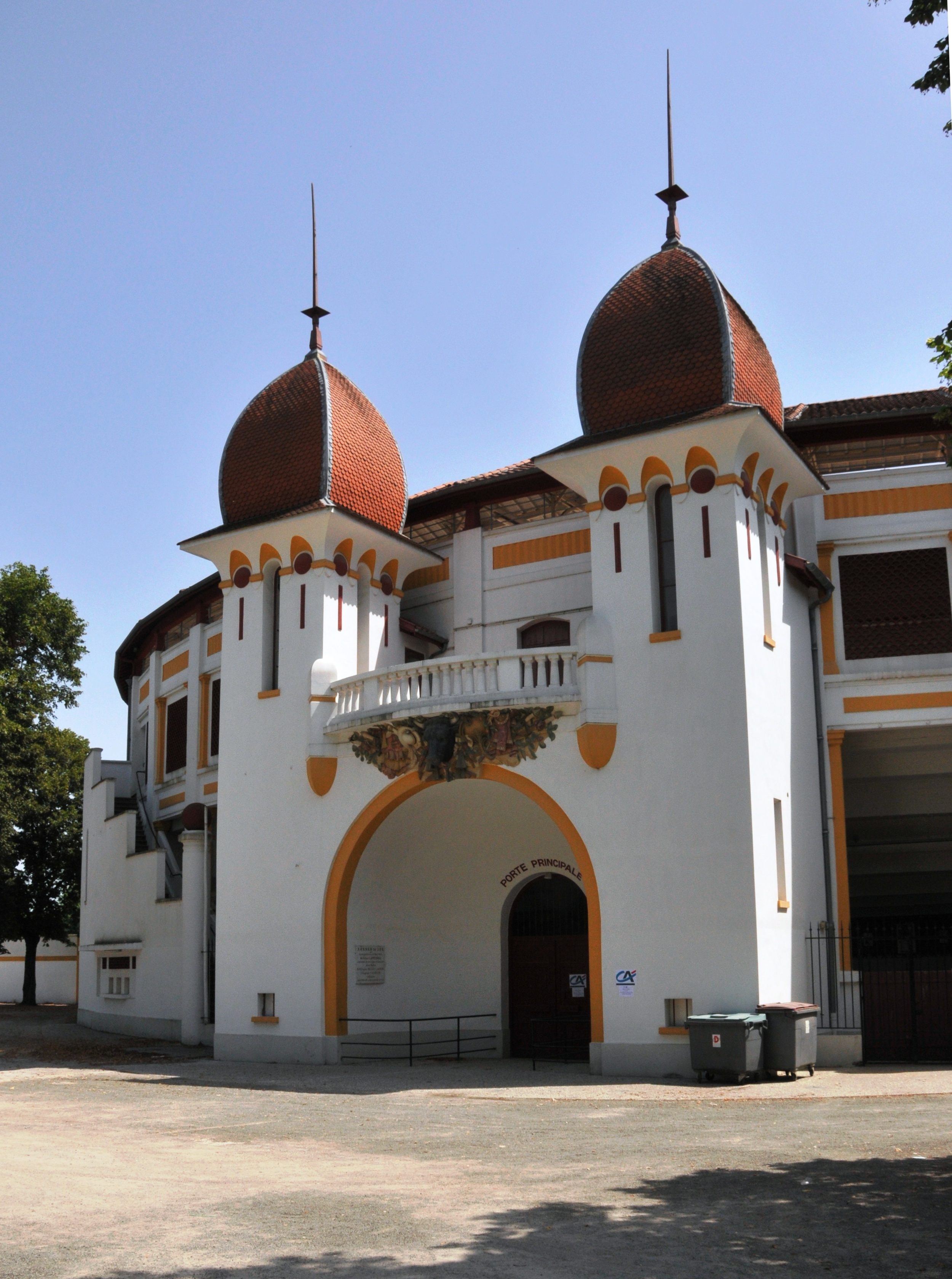
Průčelí arény